# Brachypteracias
Brachypteracias is een geslacht van vogels uit de familie grondscharrelaars (Brachypteraciidae). Er is één soort:
- Brachypteracias leptosomus – Gebandeerde grondscharrelaar